# Мануел да Фонсека
Мануе́л Ло́піш Ферре́йра Фонсе́ка (порт. Manuel Lopes Ferreira Fonseca, більш відомий як Мануел да Фонсека / порт. Manuel da Fonseca; *15 жовтня 1911, Сантіагу-ду-Касен — †11 березня 1993, Лісабон) — португальський письменник (автор оповідань, романів і хронік) і поет; основоположник неореалізму в португальській літературі. 

## Біографія
Закінчивши базову освіту, Мануел да Фонсека продовжив навчання у Лісабоні. Навчався у Коледжі Васко да Гама (Colégio Vasco da Gama), Ліцеї Камоенса , Ескола Лузитанія та Школі красних мистецтв.  
Хоча він і не досяг значних успіхів у малюванні, по собі лишив деякі зі своїх робіт, перш за все портрети, які написав з деяких своїх приятелів по лісабонських зібраннях, наприклад, Жозе Кардозо Піріша. Перерви у студіях використовував для поїздок у рідне Алентежу. Тому саме воно стало тлом для його дебютних літературних спроб. І вже згодом, починаючи з «Ангел на трапеції» (Um Anjo no Trapézio) дія його творів відбувається в Лісабоні. 
Член Комуністичної партії Португалії, Мануел да Фонсека був частиною групи «Новий Пісенник» (Novo Cancioneiro), і багато хто з критиків вважає його одним з найкращих письменників португальського неореалізму. У своїх творах, обтяжених суспільно-політичними відступами, він розповідає, як ніхто, про важке життя Алентежу та його мешканців. 
Його професійне життя було дуже строкатим, зокрема він працював у найрізніших галузях: комерція, промисловість, журнали, рекламні агентства тощо. Серед часописів, у яких працював: O Diabo, Vértice, O Diário, Seara Nova, A Capital, Atlântico.
Він був членом Португальського товариства письменників, коли вручили Велику премію за новелістику Жозе Луандіно Вієйрі за його твір Luuanda, що призвело до закриття цієї інституції та арешту деяких її членів із запроторенням до в'язниці Кашйаш, включаючи Мануела да Фонсеку. 
25 жовтня 1983 року йому було присвоєно звання командора Військового ордена Сантьяго да Еспада. 
На честь Мануела да Фонсеки названо середню школу в Сантіагу-ду-Касен та муніципальні бібліотеки в цьому ж місті та Каштру-Верде.

## Творчість
Новели Мануела да Фонсеки — глибоко реалістичні. Їхній психологізм зумовлений своєрідністю долі, характеру й прагнення кожного героя. Коло тем і проблем письменника є надзвичайно широким — він пише і про селян плоскогір'я Алентежу, і про садівників долини Тежу, і про рибалок, ремісників, жебраків, про молодих інтелігентів, і про дрібних провінційних буржуа. Глибокий інтерес до життя людини допоміг авторові реалістично й з почуттям глибокої відданості змалювати сучасну йому Португалію — з її проблемами і радощами.